# Masacre de Santo Tomás de Pata
La masacre de Santo Tomás de Pata fue el asesinato de 37 campesinos por parte del Partido Comunista del Perú-Sendero Luminoso en la localidad de Santo Tomás de Pata, ubicado entre los departamentos de Ayacucho y Huancavelica.

## Antecedentes
Entre 1984 y 1989 estuvo instalada en Santo Tomás de Pata una base militar. En aquel año, la base militar fue desinstalada. Esto hizo que Sendero Luminoso hiciera incursiones en el lugar. Las incursiones de Sendero Luminoso llevó a que los pobladores de Santo Tomás de Pata, quienes con anterioridad se mostraron renuentes a formar Comités de Defensa Civil, enviaran una delegación al cuartel Los Cabitos para que los ayude a organizar un Comité de Defensa Civil.

## Acontecimientos
El 2 de noviembre de 1991, en la celebración del día de Todos los Santos, alrededor de 100 senderistas armados con escopetas y machetes rodearon la localidad de Santo Tomás de Pata, quienes redujeron rápidamente a los vigías del pueblo que estaban armados con escopetas artesanales. Al darse cuenta de la presencia de los senderistas, los pobladores empezaron a huir mientras los senderistas abrían fuego contra los comuneros. Se contabilizó en total 37 muertos y múltiples heridos entre ellos una bebe de seis meses con un balazo en el antebrazo y el campesino Agapito Arias, cuya cara fue partida en cuatro por los machetazos.